# Jean-Baptiste Fonlupt
Jean-Baptiste Fonlupt est un pianiste français né en 1976.

## Biographie
Né en 1976, Jean-Baptiste Fonlupt a étudié le piano au Conservatoire national supérieur de musique et de danse de Paris auprès de Bruno Rigutto et de Georges Pludermacher. Il s’est par la suite perfectionné au Royal College of Music de Londres auprès de Yonty Solomon, à Berlin à la Hochschule Hanns Eisler avec le pianiste allemand Michael Endres et au Conservatoire Tchaïkovsky de Moscou dans la classe d'Elisso Virssaladze.
Interprète de tous les styles de musique, de Jean-Sébastien Bach à la musique contemporaine, il met également en avant des répertoires moins connus, comme les Apparitions de Franz Liszt ou les sonates pour piano de Carl Philipp Emanuel Bach.
Il joue pour des festivals en France et à l’étranger, tels que le Festival de la Roque d'Anthéron, la Folle Journée de Nantes, Festival de Nohant, l’Esprit du Piano à Bordeaux, les Lisztomanias de Châteauroux, Piano aux Jacobins à Toulouse, Solistes à Bagatelle, Liszt-en-Provence, Piano en Valois, Festival dei Due Mondi à Spoleto (Italie). Il a joué en décembre 2016 le concerto pour piano de Jolivet avec l'orchestre du Mariinsky sous la direction de Valery Gergiev, et en novembre 2018 le 1er concerto de Tchaïkovsky avec l'Orchestre National de Bordeaux-Aquitaine sous la direction de Paul Daniel. Il a donné plusieurs récitals au Japon, notamment à Tokyo, à Gifu (Salamanca Hall) et à Shirakawa (Comines Center). Il se produit régulièrement en Chine.

## Discographie
- Stravinsky /  Prokofiev / Ravel : Ballets (Petrouchka, Romeo et Juliette, La Valse, Valses nobles et sentimentales, 2022), Diapason d’or[4]
- Franck / Fauré : Sonates pour violon et piano, avec le violoniste Eric Lacrouts
- Schumann / Liszt : Correspondances, Live Recital à Chambéry (Sonate de Liszt et Fantaisie op.17 de Schumann, 2020)
- Chopin / Schumann / Liszt : Live Recital à Bordeaux (2018)
- Robert Schumann : Pièces pour piano (2016)
- Frédéric Chopin : 4 Ballades, Barcarolle op.60, Polonaise-Fantaisie op.61, Nocturnes op.62 (2014)
- CPE Bach : Sonates pour piano (2011)
- Franz Liszt : Apparitions et autres pièces pour piano (2009)

## Création contemporaine
- Produit par la chaîne Mezzo, du compositeur Joseph-François Kremer: Anamorphoses II & III, création contemporaine avec l’orchestre Simon Bolivar, Christian Vásquez, direction (2009)[5].